# Пищевая промышленность России
Пищевая промышленность России — крупная отрасль российской промышленности, занимающаяся производством готовых пищевых продуктов или полуфабрикатов, безалкогольных напитков и ликёро-водочной продукции. Пищевая и перерабатывающая промышленность рассматривается как системообразующая сфера экономики страны, формирующая агропродовольственный рынок, продовольственную и экономическую безопасность.
Пищевая промышленность России включает в себя около 30 различных отраслей и подотраслей. Основными являются: пищевкусовая, мясо-молочная, мукомольно-крупяная и рыбная отрасли. В структуру пищевой промышленности также входят предприятия табачной отрасли.
Наиболее крупной отраслью является пищевкусовая, в которой (вместе с мукомольно-крупяной отраслью) занято 63 % работников;
второе место занимает производство молочных продуктов и сыроделие — 17 % работников;
в мясной и рыбной промышленности работают 13 и 7 % работников, соответственно.
В 2014 году в целом на предприятиях пищевой промышленности было занято 1,19 млн человек.
Средняя номинальная заработная плата в производстве пищевых продуктов — 31 701 руб/мес (2018).
Развитие и размещение пищевой промышленности определяется размещением населения и сельскохозяйственного производства. Наибольшее развитие отрасль получила в районах высокой концентрации населения и крупного сельскохозяйственного производства (например, Москва, Краснодарский край).
В зависимости от степени влияния сырьевого и потребительского факторов пищевая промышленность делится на три группы отраслей:
1. зависимые от сырья — сахарная, масложировая, рыбная, крахмалопаточная, молочно-консервная;
2. ориентированные на потребителя — хлебопекарная, молочная и др.;
3. зависимые как от сырьевого, так и от потребительского факторов — мясная, мукомольная, винодельческая, табачная и др.[4]

На долю пищевых предприятий приходится 14 % всего объёма производства промышленного комплекса страны. По итогам 2014 года, объём отгруженных товаров собственного производства пищевой промышленности РФ составил 4,7 трлн рублей. Пищевая и перерабатывающая промышленность наравне с металлургическим производством и топливной промышленностью входит в число российских лидеров по выпуску промышленной продукции.
Российская пищевая промышленность в основном ориентирована на внутренний рынок. Её продукция по качественным характеристикам не уступает, а в ряде случаев превосходит импортную, является конкурентоспособной на внутреннем рынке по ценовым характеристикам.
В 2014 году экспорт продукции российской пищевой промышленности составил 11,47 млрд долларов США, импорт — 36,25 млрд долларов США. Наиболее важными в российском экспорте пищевых продуктов являются три товарные группы: рыба и моллюски, жиры и масла, а также отходы пищевой промышленности и корма для животных. На долю этих трёх групп приходится 55 % всего российского экспорта.
Доля пищевой промышленности в ВВП России — 1,68 % (2018 г.).

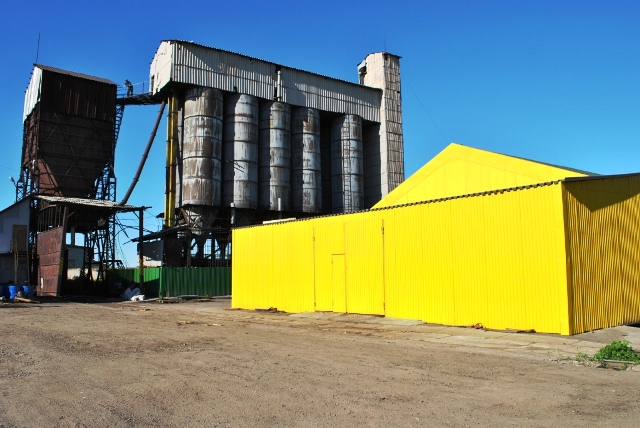
ЗАО «Соя», Хабаровск. Предприятие является лидером по переработке соевых бобов и единственным производителем полножирной экструдированной сои в Хабаровском крае.

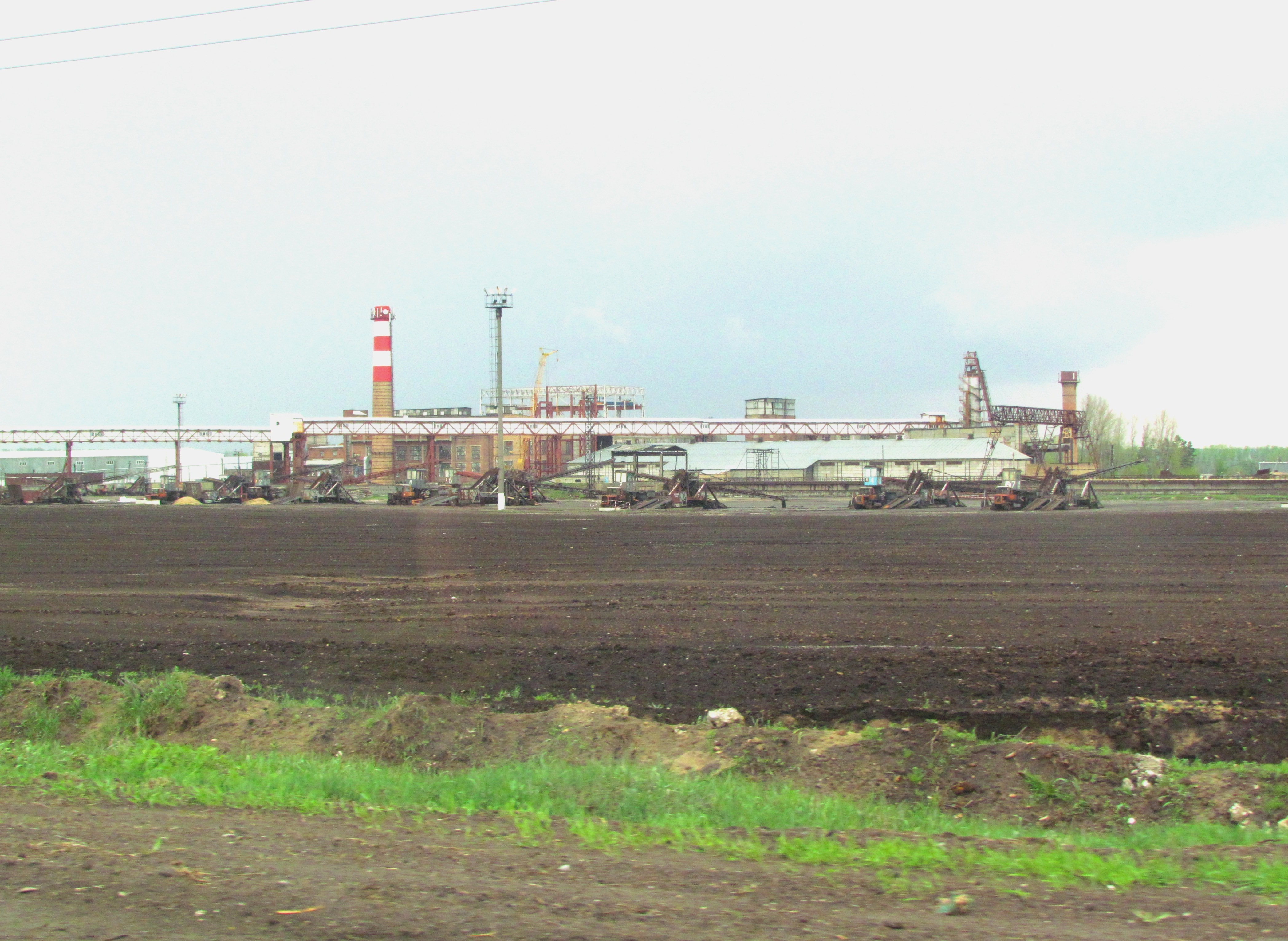
ООО «Бековский сахарный завод», посёлок Сахзавод Пензенской области

## История

Динамика индекса производства пищевых продуктов и табака в России в 1991—2016 годах, в процентах от уровня 1991 года

В конце 1980-х годов развитие пищевой промышленности РСФСР, представлявшей собой комплекс подотраслей, располагавший крупными высокомеханизированными предприятиями, сдерживалось недостаточным объёмом поставок сельскохозяйственной продукции, а также нехваткой инвестиций. В результате технический и технологический уровень предприятий пищевой промышленности существенно отставал от уровня большинства европейских стран.
С началом рыночных реформ 1990-х годов в отрасли произошёл спад производства, вызванный в основном падением доходов большинства населения при одновременном росте конкуренции на внутреннем рынке со стороны импортной продукции. Значимым фактором падения производства явилось сокращение сельскохозяйственного производства, что существенное сузило сырьевую базу отрасли. Падение производства продолжалось вплоть до 1998 года. Модернизация действующих и создание новых предприятий в ряде подотраслей (производство колбасных изделий и мясных полуфабрикатов, молочной продукции, пива, папирос и сигарет) позволили нарастить объёмы производства.
В 1999 году предприятия пищевой и перерабатывающей промышленности начали выходить из затянувшегося кризиса и наращивать объёмы производства по большинству видов продукции, чему способствовало снижение конкуренции на внутреннем рынке со стороны импортной продукции.
В результате приватизации основу отрасли с 2000 года составляют частные предприятия — почти 88 % предприятий пищевой промышленности, которые обеспечивают производство более 48 % объёма промышленной продукции.

## Отрасли

### Пищевкусовая промышленность

#### Сахарная промышленность
По состоянию на 2012 год, ежегодная потребность России в сахаре оценивалась в 5,4 — 5,6 млн тонн, из которых собственное производство сахара составляло 3,1 — 3,3 млн тонн, импорт сахара-сырца — 2,1 — 2,3 млн тонн.
Производство сахара-песка осуществляется из сахарной свеклы и из импортного сырья (тростникового сахара-сырца). Заводы по производству сахара-песка размещаются вблизи своих сырьевых зон. Ведущие производители (свыше 100 тыс. т сахара в год): Краснодарский край, Белгородская, Воронежская, Липецкая, Тамбовская, Курская, Пензенская, Ульяновская, Орловская, Нижегородская области, Ставропольский край, Республика Башкортостан, Республика Татарстан.
По состоянию на 2012 год, сахарная промышленность России располагала 79 действующими заводами, из которых 34 завода были введены в эксплуатацию в дореволюционный и довоенный периоды. Последний сахарный завод был построен в 1985 году. Производственные мощности действующих сахарных заводов составляли 305 тыс. тонн переработки свёклы в сутки и позволяли перерабатывать в нормативные сроки 28 — 29 млн тонн сахарной свеклы, производя до 4,2 млн тонн сахара, свыше 1 млн тонн мелассы, 20 млн тонн жома, в том числе до 450 тыс. тонн сушёного свекловичного жома.
В 2015 г. отрасль столкнулась с кризисом перепроизводства.

#### Кондитерская промышленность
В 2014 году предприятиями кондитерской промышленности России было произведено 3 651 тыс. тонн продукции.
Всего в России работает около 150 крупных кондитерских предприятий и около 1200 мелких. Всего в отрасли занято около 100 тыс. человек. Лидером по производству кондитерских изделий является Центральный Федеральный округ, на долю которого приходится около 40 % производства. Лидерами кондитерской отрасли являются компании «Марс», «Мондэлис Русь», «Ригли».
Среди предприятий по производству шоколада и шоколадных конфет выделяются фабрики «Россия» (Самара), «Красный Октябрь» и Кондитерский концерн «Бабаевский» (Москва, контролируются группой «Объединённые кондитеры»), Одинцовская кондитерская фабрика, «Конфи» (Екатеринбург) и ряд предприятий в Санкт-Петербурге.

#### Крахмалопаточная промышленность
Крахмалопаточное производство является традиционным для России. Отрасль исторически занимает системообразующее положение в российском агропромышленном производстве, является бюджето- и градообразующей для десятков районов, инфраструктура которых привязана к крахмалопаточным предприятиям.
В 2013 году отрасль выработала 563 тыс. тонн патоки крахмальной. На основе прогнозируемой ёмкости рынка крахмалопаточной продукции Российской Федерации перспективные объёмы производства крахмала всех видов в 2020 году определены на уровне 320 тыс. тонн, патоки крахмальной — 640 тыс. тонн, глюкозо-фруктозных сиропов — 180 тыс. тонн.

#### Масложировое производство
Основные виды продукции: растительное масло, маргарин и жиры, майонез.
Производство растительных масел основано на переработке семян масличных культур. Основной продукт подотрасли — подсолнечное масло. 48 % растительных масел производится в Южном федеральном округе (Краснодарский край, Ростовская область, Ставропольский край), 35 % — в Центральном. Производство растительного масла составляет 75 % от общего количественного объёма продукции масложировой отрасли. В 2014 году в России было произведено 4 782,8 тыс. тонн растительного масла.
Лидером российского рынка подсолнечного масла является компания «Юг Руси», которой принадлежит около 30 % российского рынка. Второе место с 7,4 % рынка делят компании «Bunge» и «Астон».
В 2014 году производство маргариновой продукции составило 1 млн тонн. Основными потребителями этой продукции являются другие отрасли пищевой промышленности, в том числе: кондитерская, молочная, хлебопекарная, консервная.
Производство майонеза в 2014 году в России составило 846,6 тыс. тонн. Лидерами рынка являются компания «Эссен Продакшн АГ» с торговой маркой «Махеевъ», торговая марка «Слобода» от компании ЭФКО и «Московский провансаль» от компании «Солнечные продукты». В пятёрку ведущих производителей жировых пищевых продуктов в России входит Екатеринбургский жировой комбинат. Ассортимент выпускаемой продукции — различные наименования подсолнечных масел, маргарина, кетчупа, майонеза, горчицы, спредов.

### Мукомольно-крупяная промышленность
Организации мукомольно-крупяной промышленности в 2010 году произвели 9823 тыс. тонн муки и 1235 тыс. тонн крупы, что обеспечивает потребности населения страны и смежных отраслей промышленности, а также параметры безопасности страны по данным видам продуктов. В то же время в отрасли имеется ряд проблем.
Техническое оснащение действующих мельниц и крупозаводов находится на низком уровне. По состоянию на 2012 год, в стране насчитывается 112 мельниц дореволюционной постройки общей мощностью 7 млн тонн муки в год, 33 мельницы мощностью 2 млн тонн муки введены в строй с 1917 по 1945 годы, остальные мельницы с потенциалом 8,2 млн тонн муки построены в 1945—1980 годах. В крупяном производстве 30 % мощностей эксплуатируется с 1917 года и около 14 % являются мощностями довоенной постройки. Половина действующих заводов введена в строй до 1980-х годов. Мельзаводы и крупяные предприятия используют несовершенные технику и технологии, энергоёмки, неавтоматизированы, что не позволяет вырабатывать продукцию с высокими показателями качества.

### Хлебопекарная промышленность
Промышленная база хлебопекарной отрасли по состоянию на 2012 год была представлена 11,5 тыс. малых предприятий и 882 крупными и средними предприятиями. Отрасль полностью обеспечивает население основным продуктом питания — хлебом на уровне рекомендуемых норм потребления. Объёмы производства хлебопекарной продукции на крупных и средних предприятиях составляют около 80 процентов, на малых — 20 процентов. Крупнейшими центрами хлебопекарной промышленности являются Центральная Россия и районы Поволжья.

### Мясо-молочная промышленность
Молоко и молочные продукты, мясо и мясные изделия производятся во всех субъектах Российской Федерации. Крупнейшие по мощности предприятия находятся в Москве и Санкт-Петербурге.

#### Молочная и маслосыродельная отрасль
Молочная и маслосыродельная отрасль пищевой промышленности включает в себя предприятия по производству цельного молока и молочных продуктов, кисломолочных продуктов, сливочного масла, сыра, сухого молока и молочных консервов. Производство молочной продукции в стране осуществляют более 1500 организаций различной формы собственности, из них 500 крупных и средних.

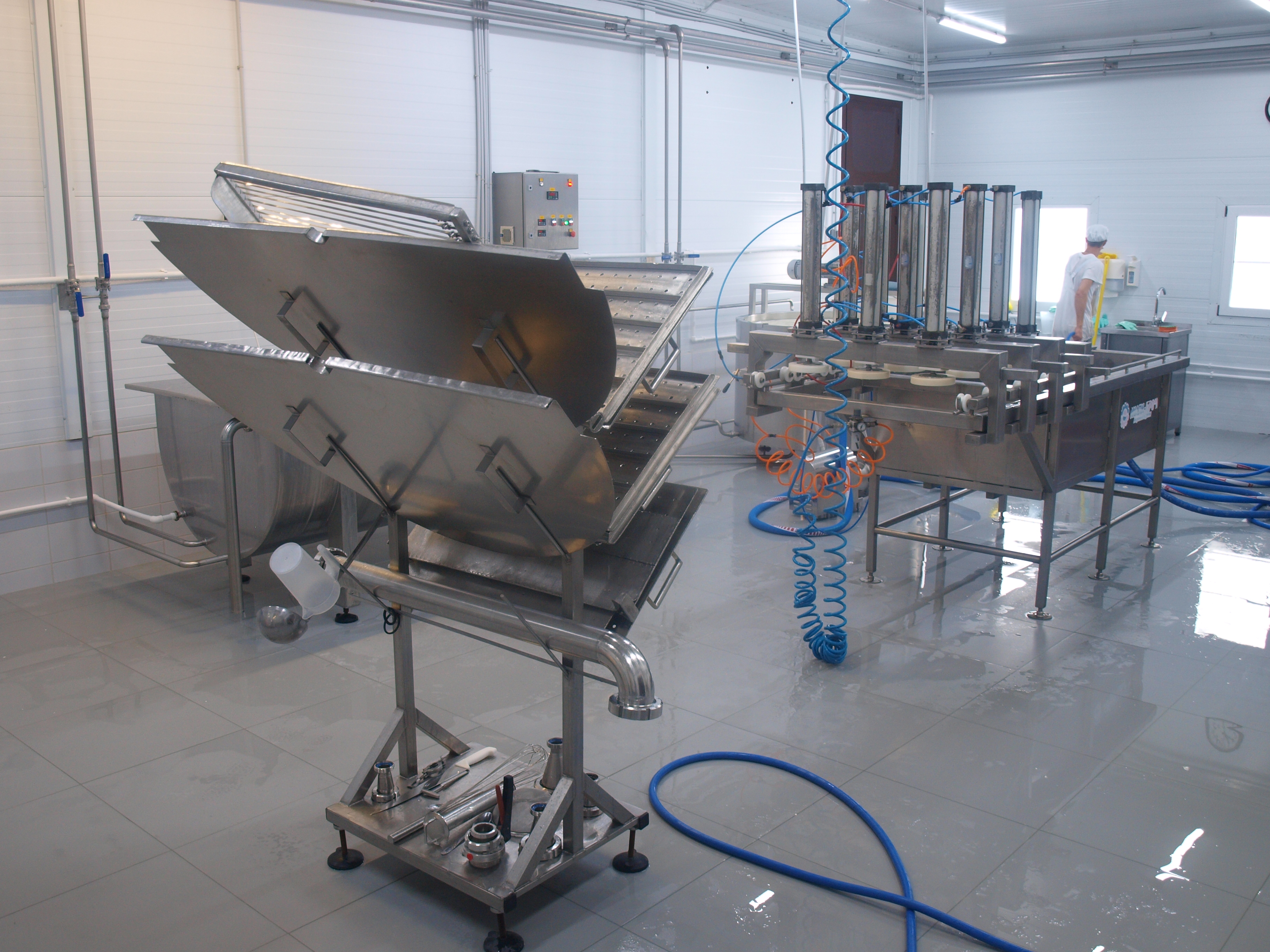
Сыроварня Олега Сироты, Истра

Среднегодовая мощность молокоперерабатывающих организаций в 2010 году составляла:
- по производству цельномолочной продукции — 16483 тыс. тонн (использование мощности — 57 %);
- по производству сыров и сырных продуктов — 543,9 тыс. тонн (использование — 63,4 %);
- по производству сливочного масла и масляных паст — 614,4 тыс. тонн (использование — 27,4 %)[1].

Проблемы производства в молочной промышленности тесно связаны с производством сырого молока. Во-первых, перерабатывающие предприятия сталкиваются с проблемой нехватки сырья. Во-вторых, неудовлетворительное качество сырого молока российских производителей (повышенная бактериальная загрязнённость, низкое содержание белка) создаёт сложности для производства молочных продуктов высокого качества и вынуждает предприятия использовать искусственные и сухие добавки, что снижает ценность продуктов питания и/или повышает затраты на производство.
В 1990-е годы объёмы производства сырого молока неуклонно снижались, что было связано с сокращением поголовья коров, которое не компенсируется ростом их производительности. Таким образом, молочная и маслосыродельная промышленность испытывали и продолжают испытывать постоянный дефицит ресурсов. Рынок цельномолочных продуктов полностью обеспечивается внутренним производством, но собственное производство сливочного масла и сыров недостаточно для удовлетворения внутреннего спроса.
Производство молочной продукции по территории РФ рассредоточено крайне неравномерно, что можно объяснить различием в природных и социально-экономических условиях. Бесспорными лидерами по производству молочной продукции (цельного молока, сыра и сливочного масла) являются Центральный и Приволжский федеральные округа. На эти два округа приходится более 50 % российского производства цельного молока, сыра и сливочного масла.
Лидеры молочного рынка: Вимм-Билль-Данн, Воронежский молочный комбинат, Очаковский молочный завод, «Перммолоко», Пискаревский молочный комбинат, «Данон Россия», «Росагроэкспорт», «Campina», «Эрманн». На их долю приходится до половины физического и стоимостного объёма рынка. При этом в отдельных регионах лидеры отрасли или местные комбинаты-лидеры контролируют от 30 до 70 % рынка, а оставшуюся долю рынка делят другие местные компании или компании соседних регионов.

#### Мясная промышленность
В 2010 году мясная промышленность насчитывала около 3660 предприятий, расположенных во всех регионах Российской Федерации, в том числе мясокомбинатов — 460, мясохладобоен — 1200 и мясоперерабатывающих комбинатов — 2000. Основная часть организаций находится в эксплуатации с середины XX века. Отсутствие современной производственно-технологической базы по убою скота является одним из сдерживающих факторов ускоренного развития российского мясного животноводства и создаёт условия для ввоза больших объёмов импортного мяса.

### Плодоовощная консервная промышленность
В отрасли действуют около 300 крупных и средних предприятий, среднегодовая производственная мощность которых по выпуску плодоовощных консервов в 2010 году составила 15903 млн условных банок (муб), использование мощностей — 46 процентов. В 2010 году плодоовощной консервной промышленностью было выработано 6963 муб плодоовощных консервов (без детского питания).

### Рыбная промышленность
Рыбная промышленность России представляет собой многоотраслевой производственно-хозяйственный комплекс, в который входят предприятия по добыче и выращиванию водных биоресурсов и их переработке. Рыбная промышленность — одна из немногих отраслей пищевой промышленности, в которой экспорт превышает импорт. Однако Россия поставляет на экспорт в основном сырьё для переработки, а не готовую продукцию. Связано это в первую очередь с низким техническим уровнем отечественных предприятий.
По вылову рыбы в Европейской части России лидируют Мурманская, Калининградская, Архангельская, Астраханская, Ростовская области, Краснодарский край, Республика Карелия и Республика Дагестан; в азиатской части — Камчатский край, Приморский край, Хабаровский край, Сахалинская и Магаданская области. Часть рыбы перерабатывается на морских плавучих базах, остальная часть в мороженом виде поступает на рыбозаводы континента.

### Рыбоперерабатывающая промышленность
В рыбоперерабатывающей промышленности работает около 700 малых, средних и крупных организаций. Наиболее значительной рыбоперерабатывающей базой располагает Дальневосточный рыбохозяйственный бассейн, где производственные мощности составляют 2,4 млн тонн, или 55 % общего производственного потенциала отрасли. Около 19 % производственных мощностей находится в Северном бассейне. На долю Западного и Каспийского бассейнов приходится по 12 % производственного обрабатывающего потенциала, доля Южного бассейна составляет около 2 % (данные по состоянию на 2012 год). При этом уровень использования рыбоперерабатывающих мощностей в прибрежных регионах страны ниже, чем в центральных регионах в силу смещения фокуса рыбопереработки к центрам потребления готовой продукции.
В 2010 году в целом по рыбохозяйственному комплексу было произведено товарной пищевой рыбной продукции, включая консервы, 4570,9 тыс. тонн. Основу в общем выпуске рыбной продукции составляет пищевая продукция (около 90 % общего выпуска, в том числе консервы — 5 — 7 %).
На судах вырабатывается до 80 % мороженой рыбы, более 50 % свежей и охлаждённой рыбы, около 70 % рыбного филе, до 90 % морепродуктов. Береговые рыбоперерабатывающие организации в значительной степени заняты вторичной переработкой сырья и полуфабрикатов, поступающих с рыбопромысловых судов и за счёт импортных поставок, и ориентированы на выпуск гастрономической продукции (кулинария, копчёная, солёная рыба и др.), а также рыбных консервов и пресервов. В крупных промышленных центрах сосредоточена значительная часть производства таких видов продукции, как копчёная рыба, кулинария, рыба пряного посола и пресервы.

### Ликёроводочная промышленность и виноделие
В производство алкогольных напитков входит производство пищевого спирта, водки и крепких напитков. Ликёро-водочное производство распределено по территории России равномерно: решающим фактором размещения является близость к потребителю. Водку и ликёры производят в 76 субъектах Российской Федерации.
Производство водки в России в 2014 году составило 66,6 млн декалитров, коньяков — 6,9 млн декалитров, шампанских вин — 15,6 млн декалитров, столовых вин — 32,1 млн декалитров.
Крупные предприятия отрасли — ЗАО «Игристые вина», ОАО «Московский комбинат шампанских вин», ЗАО «Абрау-Дюрсо», ЗАО "Ликёро-водочный завод «Топаз».
Предприятия:
- ОАО «Новокузнецкий ликёро-водочный завод»
- Барнаульский ликеро-водочный завод
- Винодельческий комбинат «Массандра»
- Завод марочных вин и коньяков «Коктебель»
- Инкерманский завод марочных вин
- Институт винограда и вина «Магарач»
- Новый Свет (завод шампанских вин)
- Солнечная долина
- Винодельческий завод «DIONIS»
- Объединение «Золотая балка»
- Феодосийский винсовхоз-завод
- Бахчисарайский винодельческий завод

### Пивоварение
Лидером отрасли является пивоваренная компания «Балтика», которая входит в структуру Carlsberg Group. Компания экспортирует свою продукцию в 75 стран мира и занимает 37,7 % российского рынка пива. В России «Балтика» владеет 8 пивоваренными заводами.
В 2014 году производство пива российскими компаниями составило 816 млн декалитров.
Предприятия:
- Шарыповский пивоваренный завод
- Пивоваренный завод «Патра» — предприятие группы компаний «Heineken».
- ОАО «САН ИнБев», филиал в г. Иваново (Ивановская пивоваренная компания)
- Ангарский пивоваренный завод
- Барнаульский пивоваренный завод
- Жигулёвский пивоваренный завод

### Производство безалкогольных напитков
Завод Coca-Cola (ООО «Кока-Кола ЭйчБиСи Евразия») — первый и единственный на Урале завод «The Coca-Cola Company», производственные линии которого с 1998 года обеспечивают продукцией весь Уральский регион. Выпускает 130 000 бутылок напитка в час.
Завод Coca-Cola в Санкт-Петербурге.
Завод Pepsi (ООО «Пепси Интернешнл Боттлерс Екатеринбург») — крупнейший в России завод компании PepsiCo, обеспечивает продукцией потребителей от Перми до Владивостока. В 2008 году на заводе открыта первая в России и в мире линия выпуска напитков по принципиально новой технологии — горячего розлива. Предполагаемая производственная мощность завода после ввода новой линии составляет 25 миллионов единиц продукции в год.
Завод «Бест-Ботлинг» — производитель безалкогольных напитков.
ЗАО «Водная компания „Старый источник“» — производитель безалкогольных напитков.
Свердловский завод безалкогольных напитков «Тонус» — крупный производитель различных сокосодержащих, минеральных и газированных напитков.

### Табачная промышленность
В России действуют около 80 табачных предприятий, на которых работает около 65 тыс. рабочих. Ведущие компании табачной промышленности: БАТ Россия (Москва), ЗАО Лиггетт-Дукат (Москва), ООО Петро (Санкт-Петербург), ООО Табачная фабрика Реемтсма-Волга (Волгоград).
По данным Росстата  в России в 2011—2013 гг. ежегодно производилось около 390—400 млрд сигарет. При этом себестоимость производства каждой пачки (20 сигарет) оценивалась в сумму от 6—8 рублей.
Объём контрабанды оценивается не более чем в 0,7 % рынка.